# Nicolau Mikhailovich da Rússia
Nicolau Mikhailovich da Rússia (em russo: Великий князь Никола́й Миха́йлович), (26 de abril de 1859 - 28 de janeiro de 1919) foi o filho mais velho do grão-duque Miguel Nikolaevich da Rússia e primo direito do czar Alexandre III da Rússia.
Intelectual e historiador proeminente, contribuiu muito para o estudo da História da Rússia durante o reinado do czar Alexandre I. Os seus trabalhos, publicados em russo e francês, incluem documentos diplomáticos do czar Alexandre I e de Napoleão Bonaparte, uma biografia de Pedro Strogonov, amigo próximo do czar Alexandre I, e estudos bibliográficos sobre a esposa de Alexandre I, a imperatriz Isabel Alexeievna. Nicolau era liberal e defendia aquilo que intitulava de "republicanismo autoritário". Lutou incansavelmente por reformas dentro do sistema. As suas opiniões sobre reformas fizeram com que fosse excluído dentro da própria família e, no seu tempo de vida, os seus feitos foram mais reconhecidos por estrangeiros do que pelos seus compatriotas. Pertencia à Academia Francesa, era doutor honorário de História e Filosofia pela Universidade de Berlim, doutor honorário de História pela Universidade de Moscovo e presidente da Sociedade Imperial Histórica da Rússia, da Sociedade de Pomologia e da Sociedade Geográfica Russa. 
A sua posição dentro da família piorou durante o reinado de Nicolau II, uma vez que a imperatriz Alexandra não gostava das suas opiniões liberais. À medida que a situação política na Rússia piorava, Nicolau pediu ao czar que implementasse reformas e até chegou a participar numa discussão para a realização de um golpe de estado no palácio. Após a queda da monarquia, foi exilado em Vologda. Mais tarde foi preso pelos bolcheviques em Petrogrado e fuzilado junto à Fortaleza de Pedro e Paulo juntamente com o seu irmão, o grão-duque Jorge Mikhailovich e os seus primos, os grão-duques Dmitri Constantinovich e Paulo Alexandrovich.

## Primeiros anos

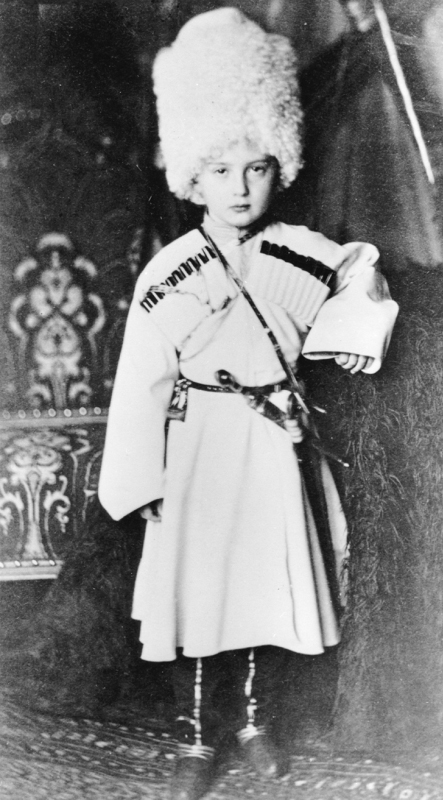
Nicolau Mikhailovich quando criança.

O grão-duque Nicolau Mikhailovich nasceu a 26 de abril de 1859 em Tsarskoye Selo. Era o mais velho dos sete filhos do grão-duque Miguel Nikolaevich da Rússia e da sua esposa, a grã-duquesa Olga Feodorovna, nascida princesa Cecília de Baden. Conhecido como "Bimbo" pela família, tinha três anos em 1862, quando se mudou para Tiflis com os pais e a irmã mais nova quando o seu pai foi nomeado Vice-Rei do Cáucaso. Nicolau passou a sua infância e juventude na Geórgia, onde a família viveu durante vinte anos. Recebeu uma educação muito rigorosa. O seu pai ocupava-se de assuntos governamentais e militares e foi sempre uma figura distante. A sua mãe era uma disciplinária rigorosa e tornou-se a figura dominante da família. Nicolau era o filho preferido da sua mãe; a correspondência trocada entre os dois é o reflexo desta relação que tinha um certo aspecto de complexo de Édipo. Tendo crescido no Cáucaso, os Mikhailovich, ramo menor da dinastia Romanov, foram criados numa atmosfera muito distante da que os seus primos viviam na capital do Império e, mais tarde, seriam considerados mais progressistas e liberais do que outros Romanov.
Os filhos do grão-duque Miguel Nikolaevich foram educados por tutores privados e Nicolau, um estudante dotado, absorvia intensamente os seus ensinamentos. Era ainda muito jovem quando se começou a interessar por arte, literatura, arquitectura e assuntos científicos. Contudo, tal como todos os homens da sua família, era esperado que seguisse uma carreira militar. Em Tiflis, comandou um batalhão dos Arqueiros Caucasianos em 1877 e lutou a seu lado durante a Guerra Russo-Turca de 1877-1878. Esta experiência foi muito traumática para o grão-duque que se tornou um pacifista para o resto da vida. Quando o seu pai foi nomeado presidente do Conselho do Império em 1882, a família regressou a São Petersburgo. Nicolau foi colocado no Regimento de Guardas a Cavalo da imperatriz Maria Feodorovna.

## Possíveis casamentos
Em 1879, quando tinha vinte anos, Nicolau visitou a corte do seu tio materno, o grão-duque Frederico I de Baden, e apaixonou-se pela sua prima, a princesa Vitória de Baden. "É encantadora e agrada logo a qualquer pessoa", escreveu ele, acrescentando, "Beija-nos e faz-nos dizer mil coisas". A Igreja Ortodoxa Russa proibia casamentos entre primos direitos e nunca permitira a união. Apesar de tudo, Nicolau pediu ao seu tio, o czar Alexandre II, que permitisse o casamento, sob a ameaça de não se casar com mais ninguém caso a união fosse impedida. A princesa Vitória acabaria por se tornar rainha da Suécia.
Nicolau tentou encontrar outra noiva na década de 1880. Estava interessado na princesa Amélia de Orleães, filha mais velha do príncipe Filipe, conde de Paris, que descrevia como "bonita e estatura alta, com uns olhos bonitos. Não é muito bonita, mas é uma pessoa encantadora". Pediu permissão aos pais para se casar com ela, mas a princesa era católica e a sua família não queria que ela se convertesse a outra religião. Além do mais, estavam mais interessados na união da filha com o rei Carlos I de Portugal.
Nicolau Mikhailovich nunca mais voltou a considerar a ideia de casamento. Em vez disso, focalizou-se nos seus interesses intelectuais e na gerência das suas muitas residências e propriedades que davam emprego e alojamento a milhares de pessoas. Era muito consciente da sua responsabilidade para o bem daqueles que dependiam dele para viver. Quando era mais velho, não há muitas provas de que se tivesse interessado muito por mulheres, à excepção de algumas referências ao facto de se ter apaixonado novamente. como por milagre, numa carta de 1910. "Imagina só! Amor aos cinquenta-e-um anos de idade!", escreveu. Mas esta foi a única referência a assuntos deste género em toda a sua correspondência, o que leva a acreditar que esta relação não foi longe ou que os seus sentimentos não eram correspondidos. Uma das suas melhores amigas era a princesa Elena (Nelly) Mikhailovna Bariatinskaya. A princesa era mais velha do que ele e era o exemplo das relações dignificantes e platónicas que dominavam a família imperial.

## Intelectual imperial

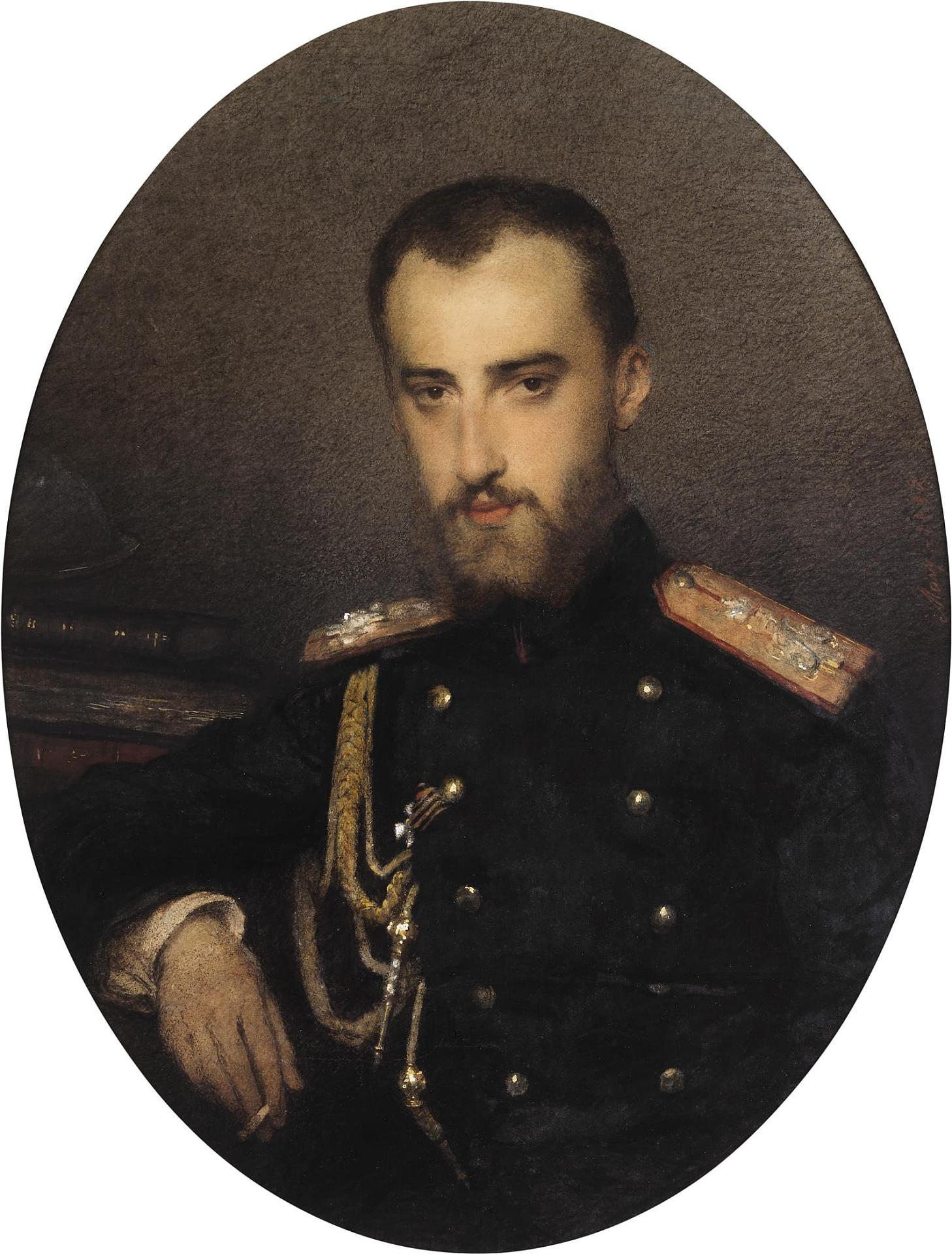
Nicolau Mikhailovich por Maria Vasilyevna

Nicolau Mikhailovich não tinha talento nem vocação para a vida militar. Adorava a educação e implorou ao seu pai que lhe desse permissão para entrar na universidade, mas o grão-duque Miguel opôs-se firmemente a esta ideia. Para agradar ao pai, Nicolau entrou na Academia de Pessoal Geral (Colégio de Guerra) onde se distinguiu nos seus estudos. A vida militar não era para ele e o grão-duque preferia estudar borboletas e dedicar-se à pesquisa histórica. Quando entrou no exército, algo que todos os Romanov faziam, Nicolau acabou por se hostilizar contra ele e foi o único membro da família a deixar o serviço militar.
Desde a sua juventude no Cáucaso que Nicolau se interessava por botânica. Também mantinha uma colecção de borboletas raras que mais tarde doou à Academia das Ciências, e, ao mesmo tempo, publicou um trabalho de dez volumes intitulado "Discussão sobre os Lepidópteros". Tinha também outros interesses científicos que lhe ocupavam a atenção, particularmente a pomologia. Foi nomeado presidente da Sociedade Russa de Pomologia e desenvolveu uma tangerina sem sementes.
Durante a Primeira Guerra Mundial, Nicolau Mikhailovich também publicou um livro sobre caça, o que demonstra o seu interesse cientifico por gansos e patos.
Não demorou muito até Nicolau se começar a interessar pela investigação histórica. O seu primeiro livro, intitulado "Os Príncipes Dolgoruki, Colaboradores do Imperador Alexandre I", foi publicado em 1890. Seguiram-se muitos outros, incluindo cinco volumes sobre os retratos russos dos séculos XVIII e XIX. Estes consistiam de retrato de figuras dos reinados de Catarina, a Grande, Paulo I e Alexandre I. Este trabalho monumental de fotografias originais de palácios, museus e galerias é uma fonte de informação importante, uma vez que muitos dos originais foram destruídos durante a guerra e a revolução.
Em 1905, Nicolau deixou o exército e passou a dedicar-se inteiramente às suas pesquisas. Nicolau II concedeu-lhe de boa vontade acesso ilimitado aos arquivos da família Romanov e à sua biblioteca. Pouco depois, o grão-duque começou a publicar trabalhos de vários volumes (mais de cinquenta no total) em russo e francês sobre o reinado de Alexandre I. Este trabalho importante valeu-lhe o reconhecimento internacional por toda a Europa. Os seus trabalhos incluem: documentos diplomáticos de Alexandre I e Napoleão; uma biografia de Paulo Strogonov, amigo íntimo de Alexandre I e estudos bibliográficos sobre a esposa de Alexandre I, a imperatriz Isabel Alexeievna. 

## Historiador

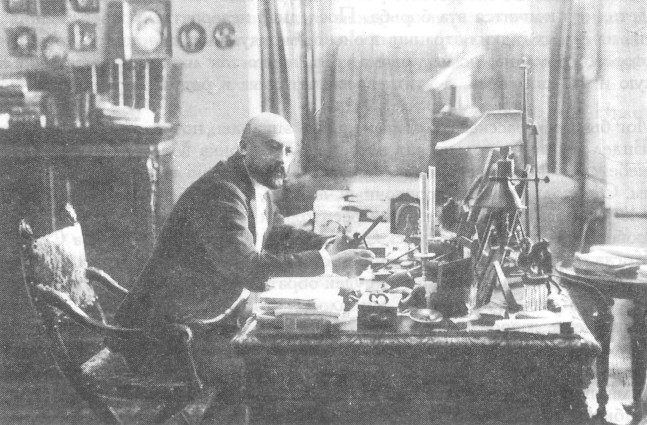
Nicolau Mikhailovich

Embora os trabalhos de Nicolau Mikhailovich fossem admirados por historiadores profissionais e figuras literárias, o grão-duque não encontrou a mesma aceitação entre os grandes historiadores russos da sua época, tais como Vasily Klyuchevsky. Contudo, até os intelectuais soviéticos valorizavam os seus trabalhos, uma vez que Nicolau foi o único membro não-governante da família Romanov a merecer uma entrada na Enciclopédia Soviética. Independentemente do que fazia, os seus trabalhos históricos ocupavam-lhe sempre o pensamento. As suas cartas, principalmente as que trocou com o historiador francês Frédéric Masson, trata-se, acima de tudo, de relatórios sobre as suas investigações históricas intermináveis. Durante a Primeira Guerra Mundial, terminou um estudo de sete volumes sobre Relações Diplomáticas entre 1808-1812, bem como a segunda edição em russo da biografia de Alexandre I, publicada em 1915. Tinha uma energia quase infantil quando se dedicava à investigação e a novas descobertas e o seu entusiasmo não tinha limites. Uma vez que a sua educação não foi inteiramente convencional, o seu primeiro trabalho em História foi amador. Explorava em demasia os tópicos, mas acabaria por melhorar consideravelmente com o passar do tempo. Quando a Sociedade Imperial de História lhe pediu para escreveu vários artigos para o seu dicionário bibliográfico, Nicolau adquiriu uma grande paixão pela escrita.
A sua posição na família reinante proporcionava-lhe acesso a material de arquivo que não estava ao alcance do público e tinha o privilégio de receber documentos dos arquivos estatais em sua casa, onde podia trabalhar no conforto do seu escritório. Também tinha grandes bibliotecas, tanto no seu palácio em São Petersburgo como na sua propriedade no campo, Borjomi, onde gostava de trabalhar sem ser incomodado. Uma vez que possuía uma grande riqueza, podia contratar vários assistentes para as suas pesquisas, um luxo que a maioria dos historiadores não possuía. O seu ajudante mais útil era Constantine Brummer, seu ajudante-de-campo desde os seus primeiros anos de carreira militar e permaneceu um fiel amigo até à sua morte.
Em 1892, quando a presidência da Sociedade Geográfica ficou vaga, Nicolau Mikhailovich tornou-se o seu presidente, embora nunca tenha publicado nenhum trabalho nesta área. Em 109, tornou-se presidente da Sociedade Histórica; nesta altura, era já um historiador respeitado. O grão-duque levava esta posição a sério e envolveu-se muito nos seus assuntos durante os anos da Grande Guerra. Em 1916, organizou o jubileu da sociedade e planeou as celebrações do centenário do nascimento do czar Alexandre II que se deveriam ter realizado em Abril de 1918. Em Maio de 114, o grão-duque Nicolau criou a Comissão de Arquivo para coordenar e ajudar os arquivos históricos locais; no entanto o rebentar da Primeira Guerra Mundial interrompeu os seus esforços e a reorganização dos arquivos apenas aconteceria durante a Era Soviética.
Nicolau Mikhailovich juntou uma importante coleccção de artefactos históricos, principalmente fotografias e miniaturas de figuras proeminentes. Também coleccionava objectos artísticos franceses, interessando-se particularmente pelas obras de Jacques-Louis David. Entre outros, adquiriu os retratos que David realizou de Napoleão que permaneceram na sua posse até depois da revolução. Primeiro escondeu-os na parede da cave do seu palácio e depois retirou-os clandestinamente na Rússia através da Finlândia para o Ocidente. O grão-duque também planeou exibições de arte como o que tinha organizado em 10 no famoso Palácio Tauride, com obras que nunca tinham sido mostradas ao público anteriormente.

## Grão-duque da Rússia

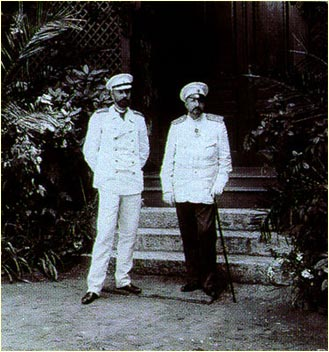
Nicolau com o seu irmão Alexandre Mikhailovich, cunhado do czar Nicolau II.

Nicolau Mikhailoich era alto, medindo cerca de 190cm. Tinha uma constituição forte, com olhos negros e uma pequena barba triangular. Ficou careca quando era ainda muito novo, algo que foi piorando com a idade. Adorava crianças e, apesar de nunca se ter casado, segundo uma das suas sobrinhas, a princesa Nina, teve vários filhos ilegítimos. Temperamental e egocêntrico,, era de natureza amarga e cínica. Tinha também um sentido de humor muito sagaz e por vezes infantil. A sua família adorava-o por causa das suas partidas e anedotas. Nicolau considerava-se um socialista e tinha opiniões políticas liberais. O seu comportamento, bem como a sua insistência em dizer sempre o que lhe ia na mente prejudicaram a sua imagem junto da família imperial e era através do seu charme e bom-humor que conseguia aliviar muitas vezes a raiva que estes sentiam pelas suas crenças. Esta caracterização de "liberal" era ainda mais reforçada pela sua natureza aberta e relaxada. O grão-duque sempre considerou que os homens do seu regimento eram iguais a ele e tratava-os sempre por "meus amigos". Não se sentia bem com as distinções de classe, principalmente com a ideia de que era "superior" a qualquer outro homem, mas os seus soldados gostavam dele e elogiavam-no. Recebia intelectuais de todo o espectro político e tinha longas discussões e correspondência interessantes. 
A sua paixão pela história russa e por borboletas, a sua intelectualidade genuína, juntamente com o seu amor e respeito pela França e os seus sistemas políticos faziam dele um Romanov pouco comum. O seu liberalismo não o impediu de escrever uma carta a Leo Tolstoy para o criticar devido a um panfleto que o famoso escritor tinha distribuído e que continha, do ponto de vista do grão-duque, críticas injustas e erradas sobre o seu avô, o czar Nicolau I. Apesar de ser geralmente visto como um excêntrico, Nicolau tinha uma boa relação com muitos membros da família, incluindo a imperatriz Maria que valorizava as suas opiniões. O grão-duque viajava muito; visitava Paris e o sul de França frequentemente e lá encontrava-se com o seu irmão Miguel e a sua irmã Anastásia. Nicolau gostava de jogar e perdeu grandes quantidades de dinheiro no casino de Monte Carlo. Era conhecido pelas suas indiscrições, revelando informações confidenciais sobre a política da Rússia aos seus amigos em conversas informais. Estas revelações causaram-lhe problemas mais do que uma vez. Sendo um francófilo convicto, ofendeu a Alemanha durante uma visita a Paris durante a qual exprimiu as suas opiniões políticas anti-alemãs que causaram um protesto diplomático. Quando regressou à Rússia, o czar Alexandre III exilou-o durante alguns meses em Borjomi, a propriedade de campo da família.

## Inclinações políticas

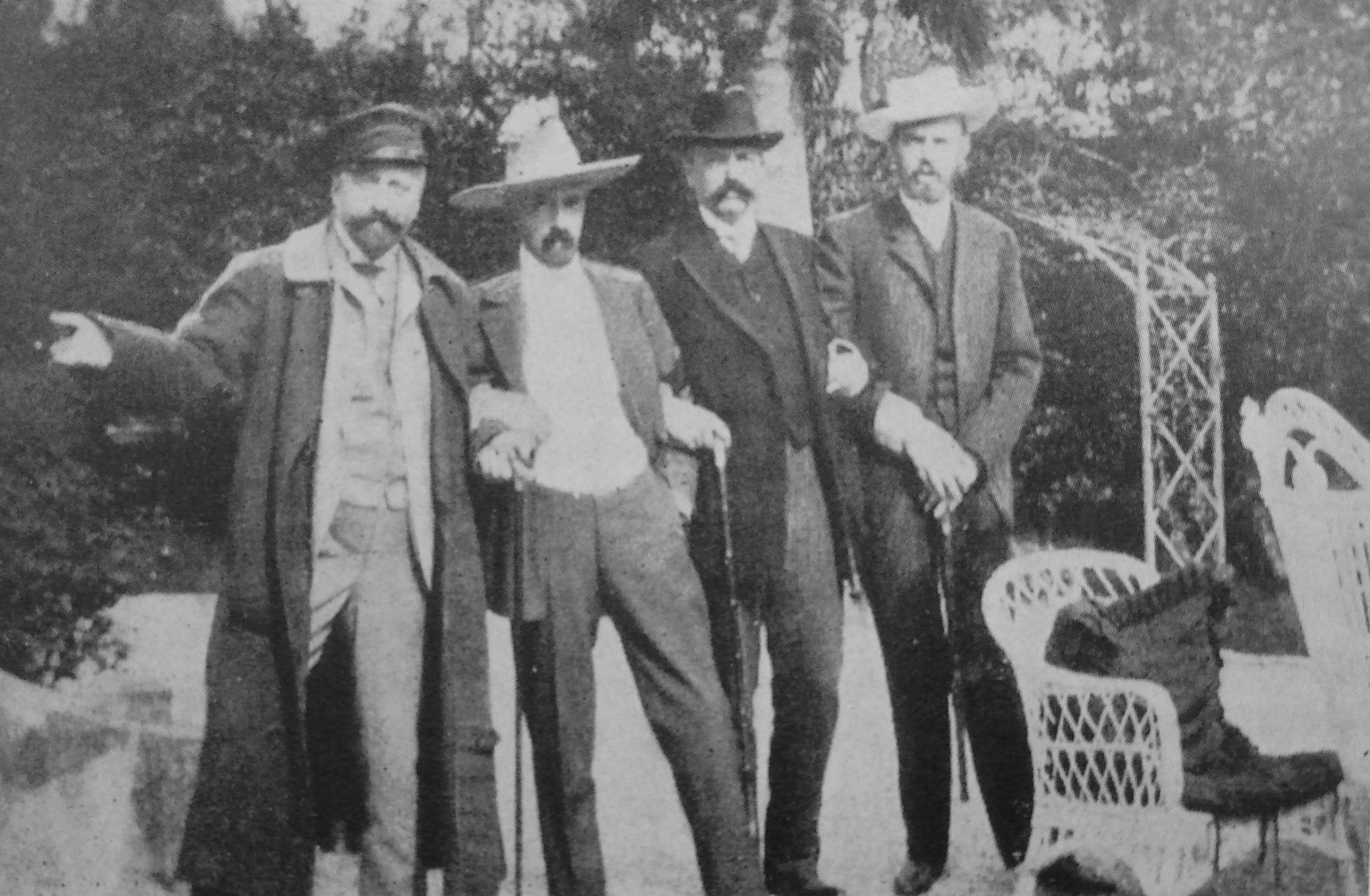
Nicolau com os seus irmãos Miguel, Jorge e Sérgio

Nicolau não escondia as suas ideias e implorou a Nicolau II que cancelasse o baile de coroação na embaixada francesa em Moscovo após a Tragédia de Khodynka, avisando-o de que manter esse compromisso iria transmitir uma ideia de indiferença monárquica semelhante aquela que tinha levado Maria Antonieta a ser tão pouco popular. Quando este se realizou de qualquer maneira, o grão-duque Nicolau apareceu com os irmãos e saiu pouco depois em protesto. Os seus modos podiam tornar-se azedos. A família imperial sempre o acusou de ser desagradável e crítico. Detestava a grã-duquesa Maria Pavlovna e a sua família, os Vladimirovich. Um crítico acérrimo de grande parte dos seus primos, principalmente do grão-duque Nicolau Nikolaevich, Nicolau Mikhailovich era uma figura que dividia opiniões entre os Romanov. 
Quando o seu pai morreu em 1909, Nicolau tornou-se o chefe do ramo Mikhailovich da família Romanov e herdou uma grande fortuna. Recebeu todas as terras e casas do seu pai: Borjomi, a sua grande propriedade de campo na Geórgia, onde gostava de viver e trabalhar, Mikhailovskoe, nos arredores de São Petersburgo, um palácio enorme nas margens do Neva em São Petersburgo, e a grande propriedade de Grushevka, no sul da Ucrânia. A sua residência principal era o palácio no Neva que era tão grande que o seu irmão, o grão-duque Sérgio, que vivia com ele, ia de bicicleta de uma lado para o outro. Entre as suas duas residências na zona da capital, Nicolau empregava mais de 400 pessoas.
Inicialmente, Nicolau Mikhailovich tinha uma boa relação com Nicolau II, tanto quando ele era herdeiro do trono como depois, quando se tornou imperador. Contudo, as opiniões políticas liberais do grão-duque colocavam-no contra a imperatriz Alexandra que o considerava seu inimigo pessoal. Sendo um homem pessimista, o grão-duque Nicolau começou a preocupar-se cada vez mais com a situação política do império, principalmente depois de a Rússia sair derrotada da Guerra Russo-Japonesa de 1905 e da inquietação publica que se seguiu. A 1 de outubro de 1905 escreveu a Tolstoi, com quem mantinha uma amizade por correspondência, dizendo-lhe: "Sofro mais com o meu silêncio porque cada uma das falhas do governo é extremamente clara para mim e não vejo outro remédio senão uma mudança radical em tudo que existe actualmente. Mas o meu pai envelhecido ainda está vivo e, pelo respeito que lhe tenho, tenho de ter cuidado para não ofendê-lo com as minhas opiniões ou com o meu comportamento."

## Guerra e revolução

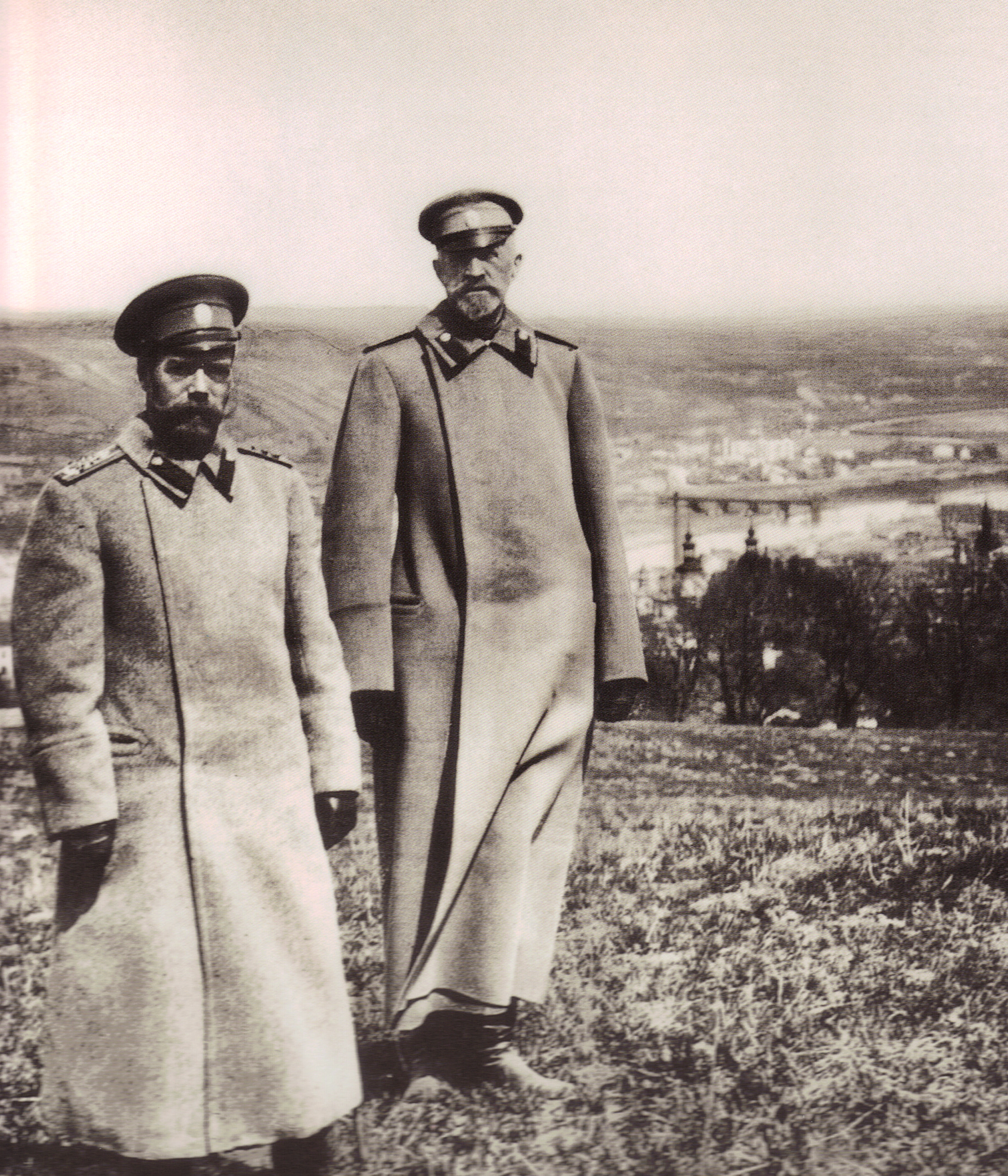
Nicolau II e Nicolau Nikolaevich, primos de Nicolau Mikhailovich.

Quando rebentou a Primeira Guerra Mundial, Nicolau Mikhailovich participou no esforço geral com o título formal de ajudante-de-campo general, uma posição honorária. Tinha já passado uma década desde que o grão-duque se tinha retirado do serviço militar e, por isso, não recebeu um comando no campo de batalha. Em vez disso, foi enviado para a frente do sudoeste para combater os exércitos do Império Austro-Húngaro. Em Agosto de 1914, encontrava-se em Kiev, mas mais tarde mudou-se para Rovno. Não interferia nos assuntos militares, mas visitava hospitais. Apenas alguns dias após o início da guerra, em finais de Agosto de 1914, passaram 6000 soldados apenas por Rovno. Nicolau ficou horrorizado com o massacre: "Nunca vi tanto sofrimento, tanta abnegação",, escreveu "que o meu coração parou, sufocado pelo espectáculo horrível de sofrimento humano". O seu trabalho com o exército teve um impacto profundo. "O sofrimento dos feridos parte-me o coração," escreveu. Visitava todos os dias os hospitais e "as massas de feridos". Permaneceu nesta posição até as visitas a hospitais se foram tornando menos necessárias em 1915. Contudo, a sua experiência deixou-o amargurado: "existem todos os motivos para nos tornarmos socialistas após estes massacres", disse. Após a pesada derrota da Rússia na Prússia oriental na Batalha de Tannenberg, o grão-duque escreveu de forma profética "em todos os grandes desastres militares russos houve grandes revoltas, e tal poderia acabar com muitas monarquias e o triunfo do socialismo internacional". 
Durante a guerra, as suas opiniões sobre assuntos militares opunham-se às do seu primo, o grão-duque Nicolau Nikolaevich, que foi comandante-em-chefe dos exércitos russos entre 1914 e 1915. Nicolau Mikhailovich não gostava do seu primo já desde a juventude quando os dois se tornaram rivais devido às suas carreiras militares. Nicolau Mikhailovich era um pacifista e estava contra a guerra numa época de patriotismo exacerbado. Criticou as estratégias e tácticas do seu primo, principalmente o sacrifício da guarda imperial e uma grande parte do exército regular no avanço da Prússia que teve um final trágico. Previu que a Rússia iria sair derrotada da guerra, uma vez que apenas tinha reservas e recrutas mal treinados. 
Preocupado com o que estava a acontecer no governo da Rússia, o grão-duque enviou uma carta a Nicolau II onde lhe implorava que retirasse qualquer poder de decisão à imperatriz Alexandra, assim como um documento de dezasseis páginas com os erros cometidos pelo primeiro-ministro, Stürmer. Horrorizado com as acções do governo nesta época, o grão-duque criticava-as duramente em público. Tal acontecia com tanta frequência que, em 1916, Nicolau perdeu a paciência e ordenou o exílio do primo para as suas propriedades rurais. O grão-duque não regressou a Petrogrado até a sua sentença de exílio ser levantada após a queda da monarquia. Acreditava pouco no governo provisório e acreditava que apenas um milagre poderia salvar a Rússia. Após a Revolução de Outubro, os bolcheviques não procuraram Nicolau inicialmente. O grão-duque decidiu ficar na cidade, uma vez que, tal como muitos na altura, acreditava que o novo governo não iria ficar no governo durante muito tempo. Não aceitou propostas para fugir pela Finlândia até à Dinamarca, onde a sua sobrinha Alexandrina era rainha. Esta decisão acabaria por lhe custar a vida. Em Janeiro de 1918, os bolcheviques ocuparam o seu palácio. Inicialmente, teve permissão para continuar a viver nos aposentos que ocupava no palácio, mas acabou por ser expulso pouco tempo depois.

## Cativeiro

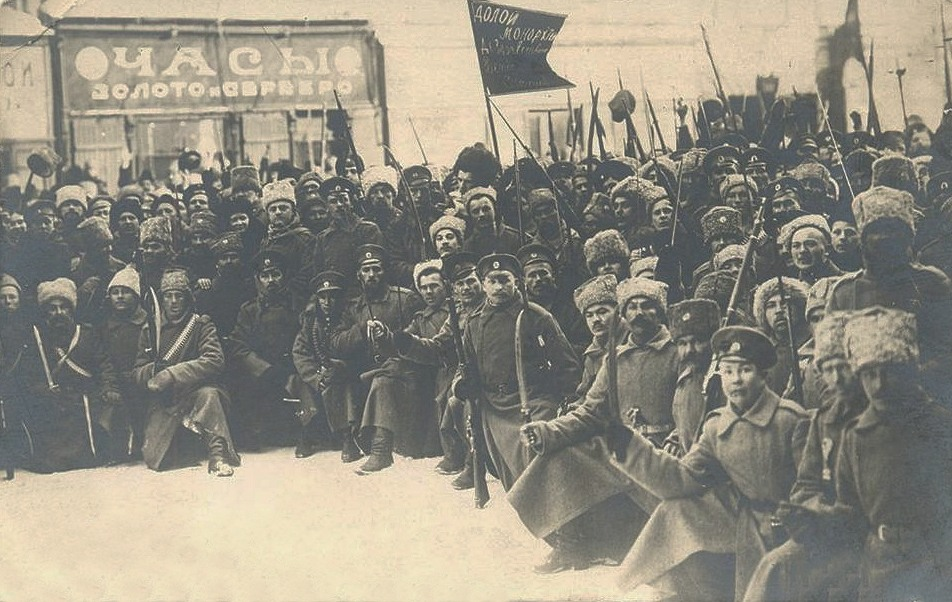
Fotografia da Revolução de Outubro de 1917.

No mês seguinte, todos os membros da família Romanov que ainda viviam em Petrogrado receberam ordens para se registarem na temida Cheka, a polícia secreta do governo soviético. Posteriormente, foi decidido que todos os Romanov registados seriam enviados para o exílio no interior da Rússia. Nicolau Mikhailovich foi enviado para Vologda. A 30 de março de 1918, o grão-duque partiu de comboio para o seu destino na companhia do seu cozinheiro particular e do seu amigo e assistente Brummer, que tinha insistido em acompanhá-lo, apesar das objecções do grão-duque. No dia seguinte, chegaram a Vologda. Nicolau Mikhailovich ficaram alojados com um jovem casal numa casa com dois quartos.
Inicialmente, Nicolau podia deslocar-se livremente pela cidade. O seu irmão Jorge e o seu primo Dmitri Constantinovich também tinham sido exilados na mesma cidade e os três visitavam-se uns aos outros com frequência. Tendo permissão para fazer o que quisesse desde que não saísse da cidade, Nicolau passou os seus dias a ler.
Na manhã de 14 de julho, dois dias depois de Nicolau II ser assassinado, juntamente com a sua família, um carro com quatro homens armados chegou à cidade para recolher os grão-duques das suas casas. Os três foram presos e colocados numa pequena prisão de uma aldeia próxima, onde podiam ser vigiados com mais facilidade. Brummer não teve autorização para os acompanhar.
A cela de Nicolau Mikhailovich era uma sala grande com janelas com vista para o pátio. Tinha uma cama de campanha que tinha trazido consigo e era bem tratado pelos guardas. O governo francês tentou interceder pela sua libertação, sendo ele um membro da Academia francesa. Brummer, o seu assistente fiel, também tentou o mesmo, mas apenas o podia visitar na prisão. A 20 de julho, Brummer informou os prisioneiros de que Nicolau II tinha sido assassinado. Esta notícia parecia indicar o pior. No dia seguinte, a 21 de julho, todos os grão-duques exilados em Vologda foram transferidos para Petrogrado. Na antiga capital imperial, os homens foram presos imediatamente com seis outros detidos numa cela no quartel-general da Cheka.
Quando chegaram, os grão-duques foram submetidos a um longo interrogatório por Moisei Uritsky, chefe da Cheka de Petrogrado. Os prisioneiros foram fotografados e depois levados para a prisão de Kresty. Pouco depois, foram transferidos para a prisão de Spalernaia, onde ficaram o resto do seu cativeiro. Aqui, cada um tinha a sua própria cela, embora fosse pequena. A única mobília era uma cama de ferro dura. Os grão-duques podiam fazer exercício entre meia-hora e quarenta-e-cinco minutos por dia, apesar de inicialmente não terem permissão para comunicarem como em Vologda. Os seus guardas, todos eles soldados, tratavam-nos bem. Depois de vários dias, os prisioneiros tiveram permissão para se juntar no pátio onde puderam receber bens do lado de fora, como lençóis lavados e cigarros. O dia começava às 7 da manhã, quando os prisioneiros eram acordados pelos passos dos guardas nos corredores e o som das suas chaves na porta. O almoço, que era sempre água quente com alguns ossos de peixe e pão negro, era servido ao meio-dia. As luzes das celas apagavam-se às 7 da noite e, à medida que o inverno se aproximava, os prisioneiros eram forçados a sentar-se no escuro até essa hora. Os encontros entre os grão-duques durante o tempo para fazer exercício permitiam-lhes trocar algumas palavras.
Brummer, o assistente fiel de Nicolau, foi com ele para Petrogrado e visitava-o na prisão de Spalernaia. O secretário da embaixada francesa também se preocupava com o bem-estar de Nicolau. Alguns dos parentes dos grão-duques esforçaram-se muito para que ele fosse libertado através de Maxim Gorky, que simpatizou com a causa e pediu a Lenine para o libertar. No final, Gorky conseguiu obter a assinatura de Lenine para libertar o grão-duque. Regressou rapidamente a Petrogrado para a sua libertação. No entanto, quando estava na plataforma da estação, pegou num jornal com a manchete "Romanovs Mortos!". Brummer, que tinha ouvido rumores de que os grão-duques tinham sido condenados à morte, só soube a história do assassinato alguns anos depois. Quando estava no exílio em Paris, encontrou o carcereiro do grão-duque que lhe contou o que tinha acontecido.

## Assassinato

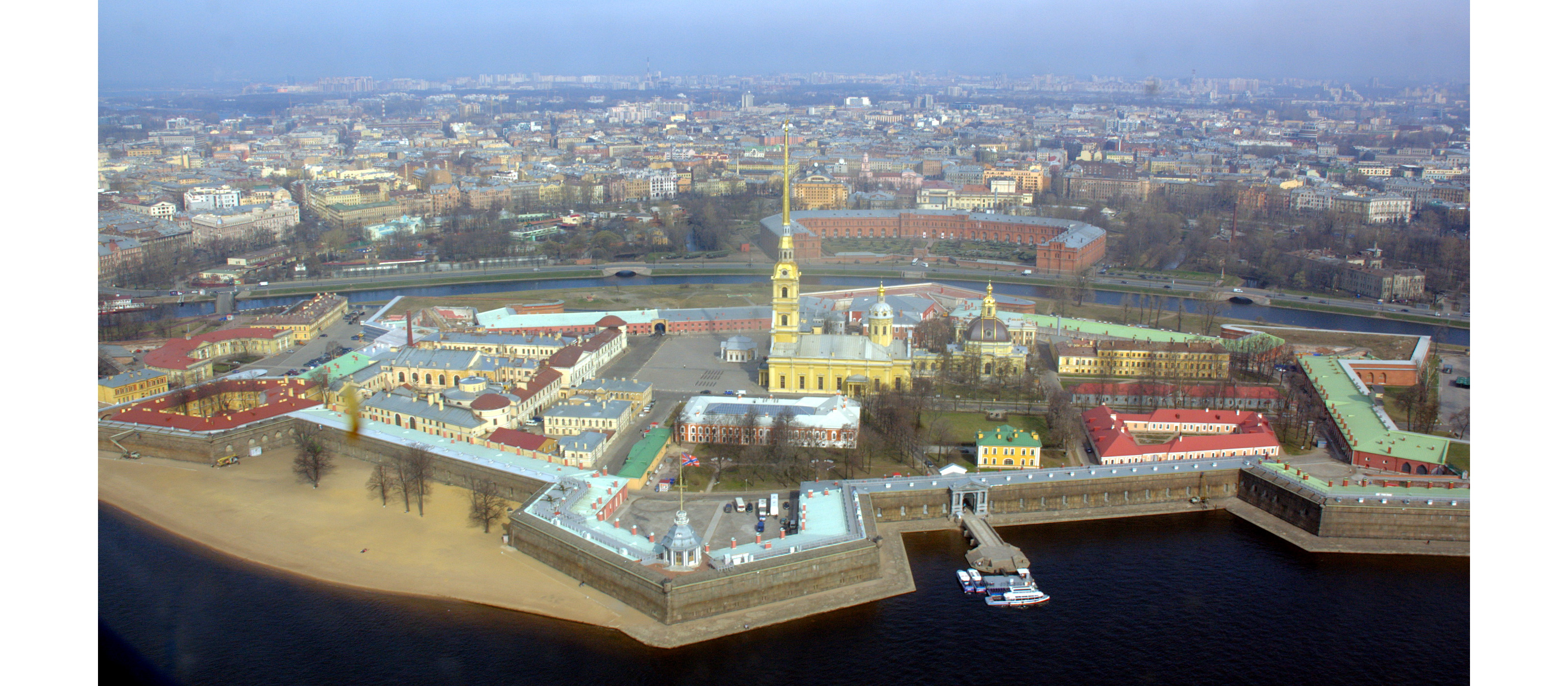
Fortaleza de Pedro e Paulo em São Petersburgo

Às 11:30 da noite de 27 para 28 de janeiro de 1919, os guardas acordaram Nicolau Mikhailovich, o seu irmão Jorge, e o seu primo Dmitri nas suas celas na prisão de Spalernaia, informando-os que iam ser transferidos e tinham de fazer as malas. Inicialmente, pensaram que seriam transferidos para Moscovo. O grão-duque Nicolau até pensou que seriam libertados, mas o seu irmão pensou imediatamente que estavam a ser levados para outro sítio para serem fuzilados. Todos tiveram o mesmo pressentimento sobre o que lhes ia acontecer quando lhes foi pedido que deixassem a sua bagagem antes de partir.
Os grão-duques foram levados para fora e entraram numa carrinha na qual já se encontravam quatro criminosos e seis guardas vermelhos. À 1:20 da manhã do dia 28 de janeiro deixaram a prisão. Foram conduzidos na direcção do rio pelo Campo de Marte, onde a carrinha deixou de funcionar. Enquanto o condutor a tentava ligar novamente, um dos condenados tentou fugir e foi alvejado nas costas enquanto corria. A carrinha voltou a funcionar novamente e os prisioneiros foram levados para a Fortaleza de Pedro e Paulo, onde foram empurrados bruscamente para fora da carrinho e levados para o bastião Trubetskoy. Foi-lhes dito para retirar as camisolas e casacos, apesar de estarem quase 20ºC negativos. Nesta altura, não havia dúvidas em relação ao que lhes ia acontecer e os grão-duques abraçaram-se pela última vez.
Algum tempo depois, surgiram mais soldados que levavam consigo outro prisioneiro. Pouco tempo depois os grão-duques reconheceram mais um primo, o grão-duque Paulo Alexandrovich. Depois, cada um foi levado com ambos os braços apoiados em dois soldados de cada um dos lados para uma trincheira que tinha sido cavada no pátio. À medida que passavam pela catedral de São Pedro e São Paulo, onde os seus antepassados estavam enterrados, os grão-duques fizeram o sinal da cruz. Os prisioneiros foram alinhados em frente da trincheira, na qual já se encontravam cerca de treze corpos. Nicolau Mikhailovich, que levava consigo o seu gato, entregou-o a um soldado e pediu-lhe para cuidar dele. Todos os grão-duques enfrentaram a morte com grande coragem. Jorge e Dmitri rezaram silenciosamente. O grão-duque Paulo, que estava muito doente, foi fuzilado em cima de uma maca. Os grão-duques Nicolau, Jorge e Dmitri foram mortos ao mesmo tempo. A linha de tiros fez com que rebolassem pela trincheira.